# Churchover
Churchover is een civil parish in het bestuurlijke gebied Rugby, in het Engelse graafschap Warwickshire met 251 inwoners.